# Terrence Shannon Jr.
Terrence Edward Shannon Jr., né le  30 juillet 2000 à Chicago en Illinois, est un joueur américain de basket-ball évoluant aux postes d'arrière et d'ailier.

## Biographie

### Carrière universitaire
Entre 2019 et 2022, il joue pour les Red Raiders de Texas Tech à l'université Texas Tech.
Entre 2022 et 2024, il joue pour les Fighting Illini de l'Illinois à l'université de l'Illinois à Urbana-Champaign.

### Carrière professionnelle

#### Timberwolves du Minnesota (depuis 2024)
Le 26 juin 2024, il est sélectionné à la 27e position de la draft 2024 de la NBA par les Timberwolves du Minnesota.

## Palmarès et distinctions individuelles

### Universitaires
- Illinois Male Athlete of the Year (2024)
- Third-team All-American – AP (2024)
- Big Ten tournament MOP (2024)
- 2× First-team All-Big Ten – Coaches (2023, 2024)
- First-team All-Big Ten – Media (2024)
- Second-team All-Big Ten – Media (2023)
- Third-team All-Big 12 (2021)
- Big 12 All-Freshman Team (2020)

## Statistiques

### Universitaires
| Saison    | Équipe     | Matchs | Titul. | Min./m | % Tir | % 3pts | % LF | Rbds/m. | Pass/m. | Int/m. | Ctr/m. | Pts/m. |
| --------- | ---------- | ------ | ------ | ------ | ----- | ------ | ---- | ------- | ------- | ------ | ------ | ------ |
| 2019-2020 | Texas Tech | 29     | 21     | 23.5   | .470  | .257   | .829 | 4.1     | 1.0     | .9     | .4     | 9.8    |
| 2020-2021 | Texas Tech | 28     | 13     | 26.7   | .448  | .357   | .756 | 4.0     | 1.4     | 1.1    | .1     | 12.9   |
| 2021-2022 | Texas Tech | 26     | 20     | 25.0   | .455  | .384   | .784 | 2.6     | 2.0     | .8     | .2     | 10.4   |
| 2022-2023 | Illinois   | 31     | 30     | 32.1   | .442  | .321   | .790 | 4.6     | 2.8     | 1.3    | .5     | 17.2   |
| 2023-2024 | Illinois   | 32     | 31     | 33.9   | .475  | .362   | .801 | 4.0     | 2.3     | 1.0    | .9     | 23.0   |
| Carrière  | Carrière   | 146    | 115    | 28.5   | .459  | .347   | .793 | 3.9     | 1.9     | 1.0    | .4     | 15.0   |

### Professionnelles

#### Saison régulière
| Saison    | Équipe    | Matchs | Titul. | Min./m | % Tir | % 3pts | % LF | Rbds/m. | Pass/m. | Int/m. | Ctr/m. | Pts/m. |
| --------- | --------- | ------ | ------ | ------ | ----- | ------ | ---- | ------- | ------- | ------ | ------ | ------ |
| 2024-2025 | Minnesota | 32     | 1      | 10,6   | 48,2  | 35,5   | 81,0 | 1,47    | 1,00    | 0,22   | 0,16   | 4,31   |
| Carrière  | Carrière  | 32     | 1      | 10,6   | 48,2  | 35,5   | 81,0 | 1,47    | 1,00    | 0,22   | 0,16   | 4,31   |

## Records sur une rencontre en NBA
Les records personnels de Terrence Shannon Jr. en NBA sont les suivants, :
| Type de statistique        | Saison régulière | Saison régulière          | Saison régulière | Playoffs | Playoffs                 | Playoffs      |
| Type de statistique        | Record           | Adversaire                | Date             | Record   | Adversaire               | Date          |
| -------------------------- | ---------------- | ------------------------- | ---------------- | -------- | ------------------------ | ------------- |
| Points                     | 25               | @ Lakers de Los Angeles   | 27 février 2025  | 15       | Thunder d'Oklahoma City  | 24 mai 2025   |
| Paniers marqués            | 9                | @ Lakers de Los Angeles   | 27 février 2025  | 5        | Thunder d'Oklahoma City  | 24 mai 2025   |
| Paniers tentés             | 16               | @ Jazz de l'Utah          | 28 février 2025  | 8        | Thunder d'Oklahoma City  | 24 mai 2025   |
| Paniers à 3 points réussis | 3                | @ Jazz de l'Utah          | 28 février 2025  | 1        | 2 fois                   | 2 fois        |
| Paniers à 3 points tentés  | 5                | @ Jazz de l'Utah          | 28 février 2025  | 3        | Thunder d'Oklahoma City  | 24 mai 2025   |
| Lancers francs réussis     | 6                | @ Lakers de Los Angeles   | 27 février 2025  | 4        | 2 fois                   | 2 fois        |
| Lancers francs tentés      | 6                | @ Lakers de Los Angeles   | 27 février 2025  | 4        | 2 fois                   | 2 fois        |
| Rebonds offensifs          | 3                | Thunder d'Oklahoma City   | 13 février 2025  | 1        | Lakers de Los Angeles    | 27 avril 2025 |
| Rebonds défensifs          | 8                | @ Thunder d'Oklahoma City | 24 février 2025  | 3        | Lakers de Los Angeles    | 27 avril 2025 |
| Rebonds totaux             | 10               | @ Thunder d'Oklahoma City | 24 février 2025  | 4        | Lakers de Los Angeles    | 27 avril 2025 |
| Passes décisives           | 6                | Bucks de Milwaukee        | 12 février 2025  | 1        | 3 fois                   | 3 fois        |
| Interceptions              | 1                | 7 fois                    | 7 fois           | 2        | Warriors de Golden State | 8 mai 2025    |
| Contres                    | 2                | @ Thunder d'Oklahoma City | 24 février 2025  | -        | -                        | -             |
| Balles perdues             | 3                | @ Lakers de Los Angeles   | 27 février 2025  | 2        | Thunder d'Oklahoma City  | 26 mai 2025   |
| Minutes jouées             | 29               | @ Lakers de Los Angeles   | 27 février 2025  | 13       | Thunder d'Oklahoma City  | 24 mai 2025   |

- Double-double : 1
- Triple-double : 0

Dernière mise à jour : 22 mai 2025